# GMPLS
GMPLS (Generalized Multi-Protocol Label Switching)  è una suite di protocolli che estende MPLS per gestire ulteriori classi di interfacce e tecnologie di commutazione diverse dalle interfacce e switching a pacchetti, come multiplazione a divisione di tempo, switching di livello 2, commutazione di lunghezza d'onda e lo switching della fibra ottica.
L'MPLS generalizzato differisce dal tradizionale MPLS in quanto estende il supporto a più tipi di commutazione come la commutazione TDM, lunghezza d'onda e fibra (porta). Ad esempio, GMPLS è il piano di controllo di fatto della rete ottica a lunghezza d'onda (WSON). Il supporto per i tipi di commutazione aggiuntivi ha spinto GMPLS ad estendere alcune funzioni di base della MPLS tradizionale e, in alcuni casi, ad aggiungere funzionalità.
Queste modifiche e aggiunte influiscono sulle proprietà LSP (label-switched path) di base: come vengono richieste e comunicate le etichette, sulla natura unidirezionale degli LSP, su come si propagano gli errori e sulle informazioni fornite per la sincronizzazione degli LSR di ingresso e uscita.
GMPLS è basato su etichette generalizzate. L'etichetta generalizzata è un'etichetta che può rappresentare (a) una singola fibra in un fascio, (b) una singola linea d'onda all'interno della fibra, (c) una singola lunghezza d'onda all'interno di una banda (o fibra), o (d) un insieme di time-slot all'interno di una lunghezza d'onda (o fibra). L'etichetta generalizzata può anche contenere un'etichetta che rappresenta un'etichetta MPLS generica, un'etichetta Frame Relay o un'etichetta ATM.
GMPLS è composto da tre protocolli principali:
Protocollo di prenotazione delle risorse con protocollo di segnalazione delle estensioni di ingegneria del traffico (RSVP-TE),
Apertura del percorso più breve Prima con il protocollo di instradamento delle estensioni di Ingegneria del traffico (OSPF-TE),
Link Management Protocol (LMP).